# Społeczny Komitet Opieki nad Cmentarzami i Zabytkami Kultury Żydowskiej
Społeczny Komitet Opieki nad Cmentarzami i Zabytkami Kultury Żydowskiej działa od 1981 r. Jego współzałożycielami byli m.in. Eryk Lipiński i Jan Jagielski. Komitet zajmuje się opieką nad miejscami i zabytkami związanymi z kulturą i historią Żydów polskich. Obecnie działa w ramach struktur Towarzystwa Opieki nad Zabytkami.
W szczególności prowadzi prace związane z renowacją i upamiętnianiem cmentarzy, synagog oraz miejsc i wydarzeń związanych z historią Żydów w Polsce. Od początku działalności skupiał w  swoim gronie osoby często pochodzenia nieżydowskiego zainteresowane podtrzymaniem pamięci o miejscach związanych z kulturą żydowską. Inicjuje wśród środowisk młodych ludzi społeczne akcje restaurowania cmentarzy żydowskich w małych miasteczkach.
W ostatnim czasie Komitet rozważał samorozwiązanie z powodu braku możliwości uzyskania wsparcia finansowego. Według nowej ustawy wsparcie takie może otrzymać jedynie właściciel obiektu, czyli gmina żydowska.